# Swakop
De Swakop is een van de rivieren in Namibië die slechts enige dagen per jaar stromen. Tijdens overvloedige regens komen deze doorgaans droge rivieren tot leven. De Swakop ontstaat in de bergen bij Okahandja en stroomt ten noorden van de Namibwoestijn. De rivier mondt uit in de Atlantische Oceaan bij het plaatsje Swakopmund. Het oude administratiecentrum van Duits-Zuidwest-Afrika, Otjimbingwe, ligt eveneens aan de rivier. De bovenloop van de rivier levert een belangrijke bijdrage aan de waterhuishouding van Namibië, het water wordt opgevangen in de Von Bachdam en verder stroomafwaarts in de Swakoppoortdam.
In 1907 werd het gebied tussen de rivier de Swakop en de rivier de Kuiseb door de Duitse koloniale administratie uitgeroepen tot een wildpark, dat thans deel uitmaakt van het Namib-Naukluft National Park.
- Nationale Bibliotheek van Israël: 987007547406305171
- Virtual International Authority File: 315165362